# Kukeri

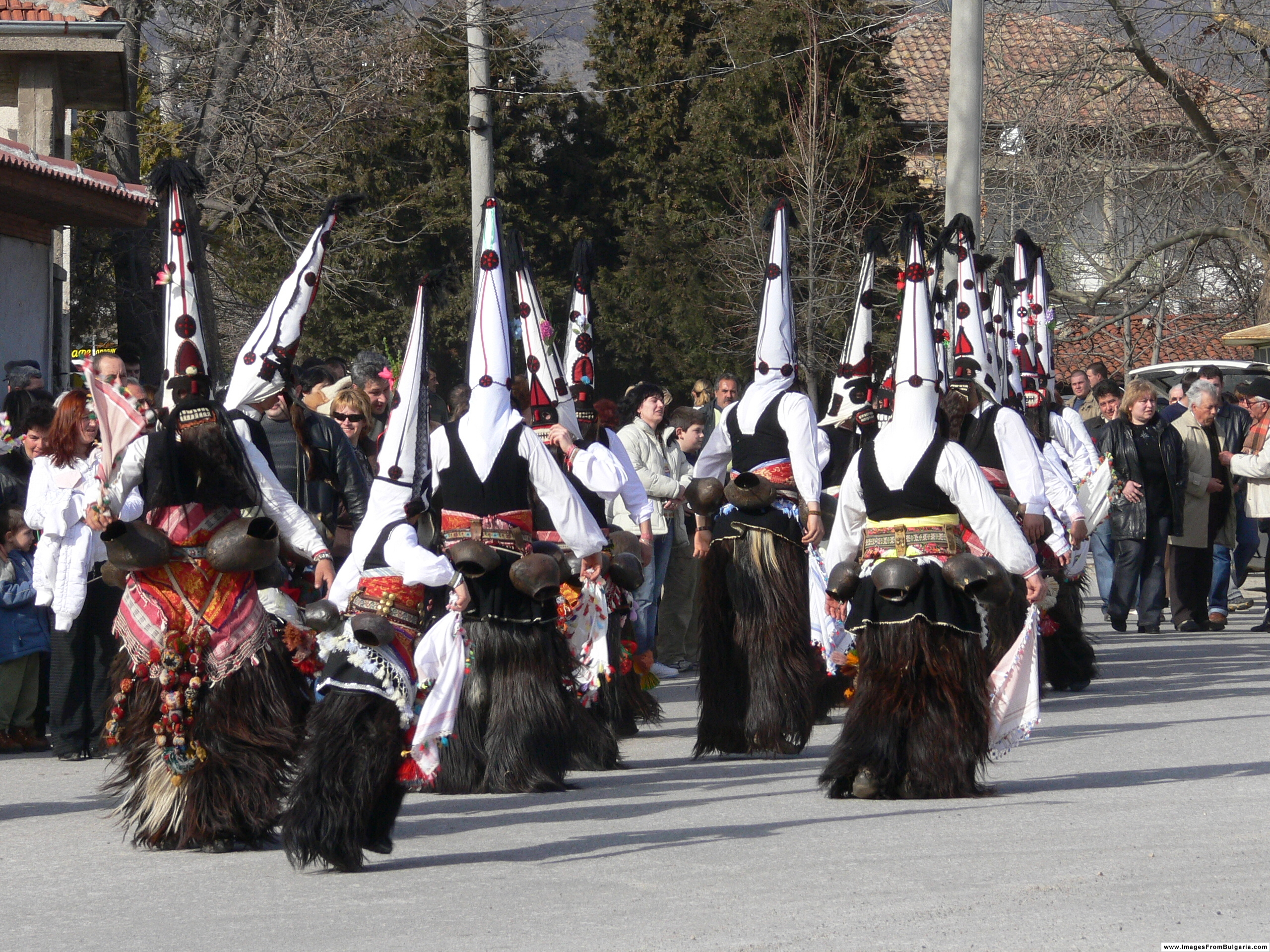
Kukeri de la région de Karlovo

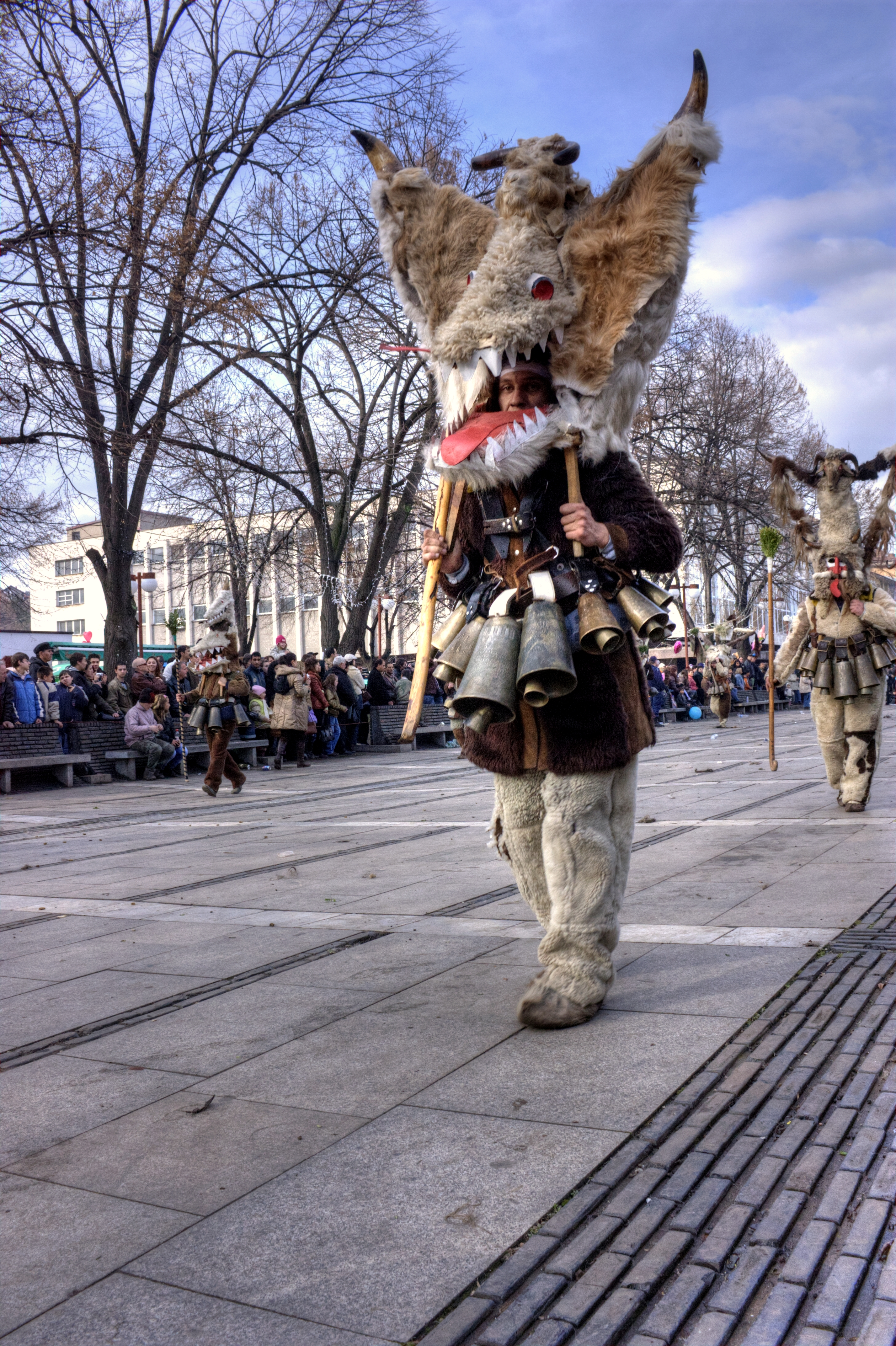
un Kuker à Pernik

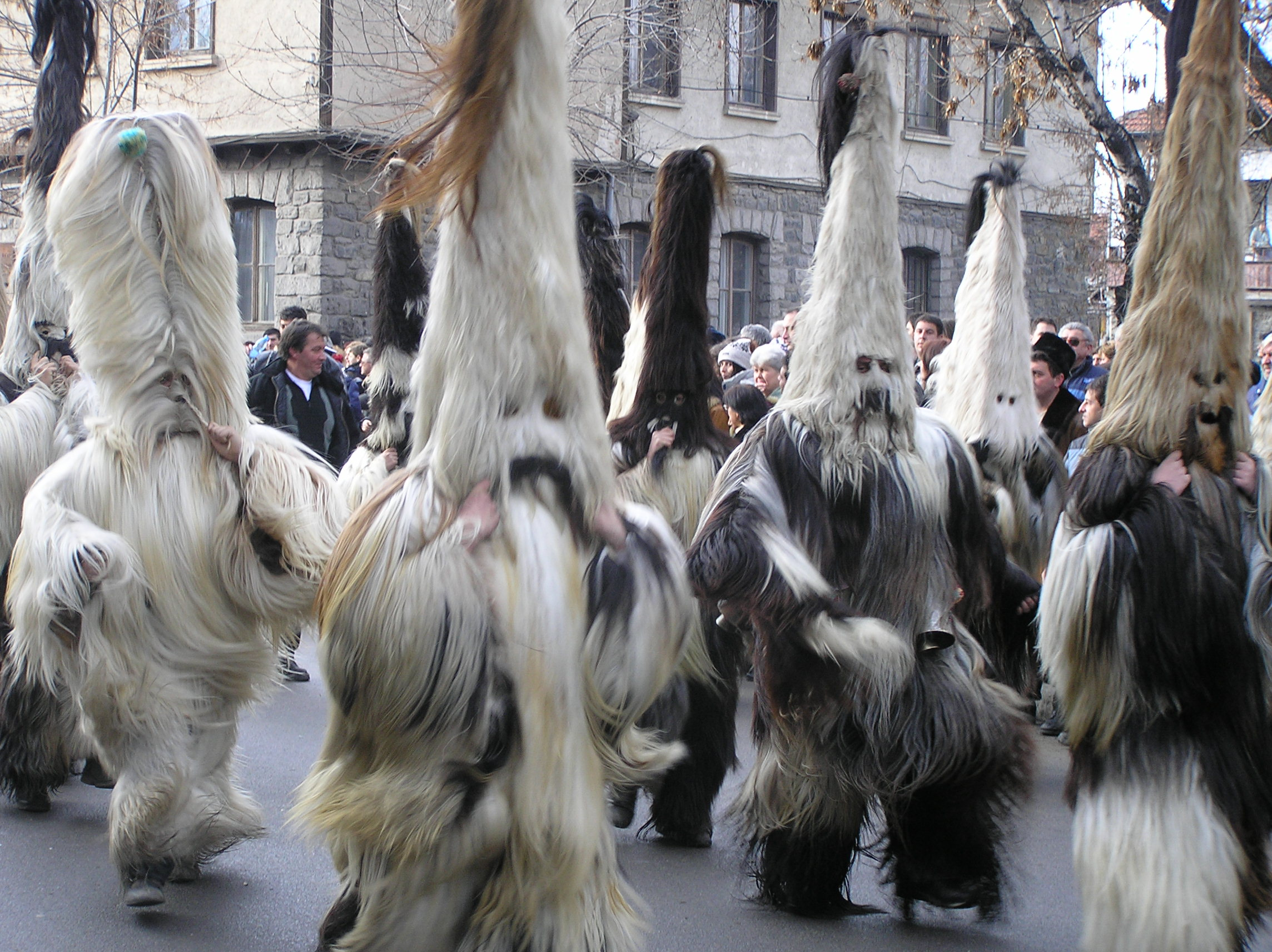
Kukeri à Razlog

Les kukeri (bulgare : кукери ; singulier : кукер, kuker) sont des hommes bulgares costumés qui effectuent des rituels traditionnels ayant pour but d'effrayer les mauvais esprits. Des traditions similaires existent ailleurs dans les Balkans, en Grèce, en Roumanie et dans la région du Pont en Anatolie.
Les costumes couvrent la plupart du corps et incluent des masques d'animaux en bois décorés et de grosses cloches attachées à la ceinture. Autour du Nouvel an et avant Carême, les kukeri marchent et dansent dans les villages pour faire fuir les mauvais esprits à l'aide de leurs costumes et du bruit de leurs cloches. On notera la ressemblance avec les Joaldunak du Pays Basque et des autres mascarades dans la Péninsule Ibérique.
Ils sont aussi censés assurer de bonnes récoltes, la santé et de la joie au village pour l'année.

## Médias

### Cinéma
Dans le film Toni Erdmann de Maren Ade, le personnage principal porte  un costume de kukeri dans une séquence.

### Musique
On voit des kukeri dans le clip de la chanson Fish on du groupe germano-suédois de metal industriel Lindemann.